# تفاعل متسلسل (فلم 1996)
فيلم تشاين ريأكشن التفعال المتسلسل Chain Reaction هو فيلم إثارة وخيال علمي أمريكي صدر عام 1996 من إخراج أندرو ديفيس، وبطولة كيانو ريفز، ومورجان فريمان، وراشيل وايز، وفريد وارد، وكيفن دن، وبريان كوكس. تركز حبكة الفيلم على اختراع مصدر طاقة جديد غير ملوث يعتمد على الهيدروجين ومحاولات حكومة الولايات المتحدة لمنع انتشار هذه التكنولوجيا إلى بلدان أخرى. صدر الفيلم في الولايات المتحدة في 2 أغسطس 1996.

## القصة
أثناء العمل مع فريق من جامعة شيكاغو لتحويل الهيدروجين من الماء إلى طاقة نظيفة، يكتشف الميكانيكي المدعو إيدي كاساليفيتش عن غير قصد السر: تردد صوت التردد الذي يعمل على استقرار عملياتهم تمامًا. بعد أن احتفل فريق المشروع بحفلة في المختبر، وجدت عالمة الفيزياء بالمشروع الدكتورة ليلي سينكلير أن سيارتها غير قادرة على العمل، لذا أعادت إيدي إلى منزلها بالحافلة. بالعودة إلى المختبر، الدكتور أليستير باركلي Alistair Barkley ولو تشين Lu Chen على أجهزة الكمبيوتر الخاصة بهم يستعدون لتحميل اكتشافهم على الإنترنت حتى يتمكنوا من مشاركة الاكتشاف مع علماء العالم أجمع، عندما تدخل مجموعة في حافلة من الرجال إلى المختبر وتهاجم العالمين.
يعود إيدي كاساليفيتش إلى المختبر لإحضار دراجته النارية، ويسمع إيدي الإنذارات ويركض إلى الداخل ليجد العالم والمشرف على المشروع أليستير ميتًا بكيس بلاستيكي خنقا على رأسه دون ايجاد تشين. نظرًا لأن مفاعل الهيدروجين أصبح غير مستقر بشكل خطير، فإن إدي، غير قادر على إيقاف تشغيله، يسرع على دراجته النارية حيث يتسبب مفجر مخفي في انفجار هيدروجين هائل يدمر المختبر والشوارع المحيطة.
عند عودتهما من الاستجواب من قبل مكتب التحقيقات الفيدرالي إلى منازلهما، أدرك إيدي وليلي أنهما تم تأطيرهما ضمن مؤامرة، مع العثور على أدلة مزروعة في كل من منزليهما. يهرب الاثنان إلى مرصد فلكي تابع لماجي ماكديرموت، صديقة قديمة لإدي ومعلمته. يتواصلون مع بول شانون، الرجل الثري الذي يمول المشروع (الذي تدعمه DARPA سرًا)، لكنهم كادوا أن يعلقوا في هذه العملية ويهربون بصعوبة. بينما يتهرب الاثنان من المزيد من رجال الشرطة، يلتقي بول مع ليمان إيرل كولير في مجمع سي سيستيم للأبحاث C-Systems Research لمناقشة الأحداث الجارية. أصبح من الواضح أن ليمان ووكالة المخابرات المركزية دبروا مؤامرة تدمير المختبر وتأطير ادي وليلى ليبدوا مشتركين بالمؤامرة. على الرغم من بعض الخلاف، قرر بول وليمان مواصلة البحث عن الهاربين، وهي مهمة سهلت عندما أرسل إدي رسالة مشفرة إلى بول لترتيب اجتماع. في موعدهم، يكشف بول عن تورطه، لكن رجال ليمان (أولئك الذين قتلوا أليستير) قبضوا على ليلي بينما بالكاد يهرب إيدي في متحف للتاريخ الطبيعي.
بعد تتبع لوحة الترخيص على شاحنة رجال شانون، قام إيدي بتتبعهم إلى منشأة أبحاث C-Systems السرية حيث يجبر بول وليمان العالمة ليلى وتشين الذي تم اختطافه ليلة تفجير المنشأة، على تكرار المشروع. يتسلل إيدي إلى الداخل أثناء الليل ويشرع في «إصلاح» النظام.
في صباح اليوم التالي، اكتشف أحد العلماء الآخرين المفاعل العامل ويحتفل الجميع بانجازه على الرغم من شك بول بذلك عبر نظراته. يحصل بول المشبوه على الفور على تنزيل لبيانات العمل والتردد، ويعطيها سرًا لمساعدته والمرافقة له أنيتا، لحفظها. ثم وجد إيدي على جهاز كمبيوتر في مجلس إدارة الشركة، والذي يطالب بالإفراج عنه مقابل تشغيل المفاعل. يوافق بول لكن ليمان يرفض، معتقدًا أن العملية تعمل بالفعل، لذلك جعل إيدي المفاعل ينفجر بينما يرسل دليلًا على براءته إلى مكتب التحقيقات الفيدرالي ومخططات المفاعل إلى «ألفي» من العلماء الدوليين. يرد ليمان بإطلاق النار على تشين ميتًا، ثم يحبس إيدي وليلي ليموت في الانفجار.
قتل بول شانون ليمان لتجاوزه حدود البرنامج وقتله للعالم تشين، تاركًا الجسد ليتم حرقه في الانفجار. أثناء هروبه، قام بإلغاء تنشيط نظام الاحتواء، مما سمح لإدي وليلي بالهروب. لقد تعرضوا للهجوم من قبل أتباع ليمان (يوسف ريد وكلانسي بتلر)، لكنهم يهربون قبل لحظات من اجتياح موجة الانفجار عبر المجمع (ويتم حرق جثتي ريد وبتلر).
بعد أن نجا من الموجة الصدمية، التقى إيدي وليلي من قبل عملاء مكتب التحقيقات الفيدرالي، فورد ودويل، مقتنعين الآن ببراءتهم، الذين يأخذونهم إلى بر الأمان. يظهر بول وهو يغادر المكان عبر سيارة ليموزين بسائق، والمشهد الأخير جعله يملي مذكرة على سكرتيرته أنيتا، والتي تبلغ مدير وكالة المخابرات المركزية الأمريكية «. . . لم يعد النظام C كيانًا قابلاً للثقة».

## الشخصيات
- كيانو ريفز في دور إيدي كاساليفيتش. ميكانيكي يعمل ضمن فريق من جامعة شيكاغو. تم إجباره على الهروب مع الدكتورة ليلي سنكلير عندما قام شخص ما بتأطيره لقتل رئيسه، الدكتور أليستير باركلي، وتدمير مختبره. يجب أن يعمل على تبرئة أسمائهم قبل القبض عليهم أو قتلهم.
- مورغان فريمان في دور بول شانون. القائد المبهم للمشروع في جامعة شيكاغو. دوافعه غير واضحة طوال الفيلم، لكنه نصح إيدي بتسليم نفسه للسلطات. تم الكشف لاحقًا عن أنه رئيس البرنامج بأكمله الذي يشمل ليمان، الذي يحاول قتل فريق البحث. مشهد مع الوكلاء فورد ودويل وتشير النهاية إلى أن شانون تعمل مع وكالة المخابرات المركزية.
- راشيل وايز في دور ليلي سنكلير. فيزيائي يعمل مع الدكتور أليستير باركلي. تهرب مع إيدي عندما يتم اتهامهم بقتل أليستير وتدمير مختبره.
- فريد وارد في دور وكيل مكتب التحقيقات الفيدرالي ليون فورد. المكلف بالتحقيق لمعرفة سبب تدمير المعمل. يركز في البداية على إيدي وليلي، لكنه سرعان ما يشتبه في تورط منظمات حكومية أكبر.
- كيفن دن في دور وكيل مكتب التحقيقات الفيدرالي دويل. مساعد فورد في التحقيق. يساعد فورد في تعقب إيدي وليلي ولاحقًا أنظمة سي للأبحاث.
- بريان كوكس في دور ليمان إيرل كولير. رئيس أنظمة سي للأبحاث. الشخص الذي يقف وراء مؤامرة لإبقاء محطة توليد الطاقة الهيدروجينية سراً.
- جوانا كاسيدي بدور ماجي ماكديرموت. صديق قديم لإدي يعيش في مرصد في ولاية ويسكونسن. يتوجه إيدي وليلي إلى منزلها بعد صدور مذكرة اعتقال.
- شيلسي روس بدور وكيل مكتب التحقيقات الفيدرالي إد رافيرتي.
- نيكولاس رودال بدور الدكتور أليستير باركلي. رئيس مشروع تطوير الطاقة من الماء. تم اختناقه في محاولة لتأطير إيدي للانفجار.
- تزي ما مثل لو تشن. مدير المشروع في مشروع الهيدروجين واليد اليمنى للدكتور باركلي. عندما قُتل باركلي، تم اختطاف الدكتور تشين وإجباره على العمل في أنظمة سي للأبحاث.
- Krzysztof Pieczyński مثل Lucasz Screbneski، عالم في المشروع الأصلي الذي يعمل سرا في أنظمة سي للأبحاث.
- إيدي بو سميث جونيور وداني غولدرينغ في دور يوسف ريد وكلانسي بتلر، اليد اليمنى لكولير في أنظمة سي للأبحاث

## الإنتاج
تم تصوير أجزاء كبيرة من الفيلم في موقع داخل وحول مدينة شيكاغو، إلينوي، بما في ذلك جامعة شيكاغو، ومختبر أرجون الوطني، ومتحف العلوم والصناعة، والمتحف الميداني للتاريخ الطبيعي، وجادة ميشيغان، ومركز جيمس آر طومسون. (أتريوم مول).
تم تصوير مشاهد إضافية في مرصد يركيس في خليج ويليامز، ويسكونسن، على بحيرة جنيف في جنوب ولاية ويسكونسن، تم تصوير التصميمات الداخلية لمبنى الكابيتول الأمريكي في مبنى الكابيتول بولاية ويسكونسن، في ماديسون، ويسكونسن، في إنلاند ستيل (المعروفة الآن باسم MITTAL Steel) في الشرق شيكاغو، إنديانا، وفي مسكن خاص في بارينجتون هيلز، إلينوي. بسبب الشتاء البارد في البحيرات العظمى والتصوير أثناء فصل الشتاء المحطم للأرقام القياسية، كانت هناك تحديات فريدة للممثلين وطاقم العمل. وأشار مورجان فريمان إلى أن «الأمر كان صعبًا على الجميع، ولا سيما بالنسبة لي لأنني منطقة استوائية». «أنا لا أفعل الطقس البارد. هذه شيكاغو ... في الشتاء. كنت مريضا في الفراش لمدة أربعة أيام. لقد كانت قاسية حقًا.»  من بين الإضافات في الفيلم كانت الممثلة الأمريكية آنذاك (السيناتور الأمريكي لاحقًا) تامي بالدوين (ديمقراطية-ويس.) 

## الاستقبال
تلقت سلسلة ردود الفعل مراجعات سلبية. وهي حاصلة على تصنيف 18٪ على تصنيف موقع الطماطم الفاسدة بناءً على 33 تقييمًا. الجماهير التي استطلعت آراءها CinemaScore أعطت الفيلم متوسط درجة "C +" على مقياس A + إلى F.
أعطى روجر إيبرت الفيلم نجمتين ونصف من أصل أربعة، وكتب: «بحلول نهاية الفيلم، رأيت بعض الصور المنتفخة وشاهدت بعض مشاهد المطاردة المثيرة، لكن عندما يتعلق الأمر بفهم الفيلم، لم يكن لدي فكرة.»  كتب جيف ميلار من جريدة هيوستن كرونيكل : «السرد معقد للغاية، لكن ما يظهر على الشاشة ليس أكثر من مجرد أشياء عامة، غير متعلقة بالسرد، ومطاردة للرجل». بالمقابل، شعر إدوارد جوثمان من سان فرانسيسكو كرونيكل أن الفيلم كان أحد أفضل أفلام الصيف، حيث كتب: «[ رد الفعل المتسلسل] لديه تمثيل أفضل، وكتابة أفضل، وتسلسلات مطاردة أكثر إثارة، ودراما أكثر واقعية من كل أفلام هذا الصيف.» 

## الدقة العلمية
في أحد التفسيرات لمخطط الفيلم، من المفترض أن تستخلص عملية علمية الهيدروجين من الماء، ثم تحرق الهيدروجين لتوليد الطاقة، وتترك الماء فقط كمخلفات، وهي في الأساس حركة كيميائية دائمة. لا يوضح الفيلم أبدًا كيفية استخلاص الهيدروجين من الماء، ولا كيف لا يزال الماء متبقيًا. يدلي الدكتور شانون بعبارات متناقضة في مزيج الأفكار المهروسة معًا: في إحدى المرات يقول إن هذا يتم باستخدام ليزر بملايين الدرجات، وفي مرة أخرى يقول ترددات الصوت واللمعان الصوتي. في أحد المشاهد، يُظهر الفيلم حاوية فقاعية تذكرنا بخلايا التحليل الكهربائي للاندماج البارد ويشير آخر إلى الاندماج المستمر. تدعي شخصية العالم المشرف على المشروع في الفيلم أن كوبًا من الماء يمكن أن يمد شيكاغو بالطاقة لأسابيع، ولكن لم يتم تقديم تفسير واضح على الإطلاق عما إذا كان ذلك ببساطة عن طريق حرق الهيدروجين المنطلق بوسائل عالية الكفاءة أو من خلال العمليات النووية. عنوان الفيلم مضلل أيضًا، لأن «التفاعل المتسلسل» مرتبط بالانشطار النووي وليس الاندماج.
الفيلم يقوم على فرضية أن كبح الطاقة الحرة free energy suppression أمر حقيقي. قيل للشخصية الرئيسية أن اكتشافه مدمر للغاية: الطاقة ستصبح فجأة رخيصة، ولن يكون النفط ضروريًا، وشركات النفط ستفلس، وأن مثل هذه التغييرات الاقتصادية المفاجئة ستلقي بالمجتمع في حالة من الفوضى. من غير الواضح ما إذا كان اكتشافه سيكون له مثل هذا التأثير على الاقتصاد.

## روابط خارجية
- مقالات تستعمل روابط فنية بلا صلة مع ويكي بيانات